# Vimines
Vimines ist eine französische Gemeinde mit 2304 Einwohnern (Stand 1. Januar 2022) im Département Savoie in der Region Auvergne-Rhône-Alpes. Sie gehört zum Arrondissement Chambéry und ist Mitglied des Gemeindeverbands Communauté d’agglomération du Grand Chambéry. Die Bewohner werden Vimenais und Vimenaises genannt.

## Geographie

### Lage
Vimines liegt auf 550 m, etwa 5 km südwestlich der Präfektur Chambéry, 41 km nordnordöstlich der Stadt Grenoble und 44 km südsüdwestlich der Stadt Annecy (Luftlinie). Die Gemeinde erstreckt sich auf einem Bergrücken am Übergang vom Juragebirge in das voralpine Kalkmassiv der Chartreuse. Nachbargemeinden von Vimines sind Saint-Sulpice im Norden, Cognin und Saint-Cassin im Osten, Saint-Thibaud-de-Couz im Süden sowie Attignat-Oncin, Lépin-le-Lac und Aiguebelette-le-Lac im Westen.

### Topographie
Die Fläche des 14,23 km² großen Gemeindegebiets umfasst einen Abschnitt der Ostflanke der Chaîne de l’Épine, dem südlichsten Antiklinalausläufer des französischen Jura. Aus dem Fuß der Chaîne de l’Épine ragt hier ein breiter, etwa 200 m hoher Sockel in die Talfurche von Chambéry hinein, auf dem sich das Siedlungsgebiet der Gemeinde befindet. Dieser Sockel wurde von dem tief eingeschnittenen Gebirgsbach Forézan im Norden und der Hyère im Süden zu einem Bergrücken mit flacher Hochebene geformt. Die beiden Wasserläufe entwässern das Gemeindegebiet und bilden die natürlichen Gemeindegrenzen.
Das Tal der Hyère wird bereits zum Chartreuse-Gebirge gerechnet, so dass die gesamte Gemeinde Teil des Regionalen Naturparks Chartreuse ist (frz.: Parc naturel régional de la Chartreuse).
Im Südwesten unweit des Mont Grèle erreicht das Gemeindegebiet auf der Chaîne de l’Épine mit 1378 m seine höchste Erhebung. Im Nordwesten ist die Chaîne de l’Épine nur etwa einen Kilometer breit und weniger hoch und besitzt einen bis auf 903 m abgesenkten Einschnitt, die von Wanderwegen genutzte Passhöhe Col Saint-Michel. Die westliche Gemeindegrenze verläuft wenige Hundert Meter jenseits der Gipfelkette auf der Westseite der Chaîne de l’Épine. Ihre steilen Flanken sowie das Tal des Forézan sind vollständig bewaldet und sind für einen Waldanteil von rund 45 % der Gemeindefläche verantwortlich. Wiesen an den übrigen Hanglagen und sonstige landwirtschaftliche Flächen machen rund 26 % bzw. 29 % aus.

### Gemeindegliederung
Zu Vimines gehören neben dem eigentlichen Ortskern auch mehrere Weilersiedlungen und Gehöfte, darunter:
- L’Hodié und Le Lard (beide 520 m) unterhalb des Col Saint-Michel,
- Sous le Mollard (530 m) westlich an den Dorfkern anschließend,
- Grand Village (520 m) und Les Quidoz (550 m) im Südteil der Gemeinde.
- Der Hang oberhalb der Hyère im Nordostteil der Gemeinde wird von einer Streusiedlung größtenteils aus Einfamilienhäusern eingenommen.

## Geschichte
Der Ort Vimines wurde um 1075 im Hochmittelalter erstmals als Pfarrei urkundlich erwähnt (Curatus de Vimenes, Ecclesia de Vimenis). Spätere Varianten sind Vimène (1573) und Viminne (1738). Verschiedene Herkunftsmöglichkeiten des ursprünglich im Plural gesetzten Namens sind denkbar, darunter diejenige vom lateinischen Wort vimen für Weide bzw. Weidengebüsch. Im Mittelalter bestand in Vimines eine kleine Herrschaft mit Festem Haus, die zu den Besitztümern der Herren von Montfort im benachbarten Saint-Sulpice gehörten. Bis zum 18. Jahrhundert war Vimines dem Bischof von Grenoble abgabepflichtig.

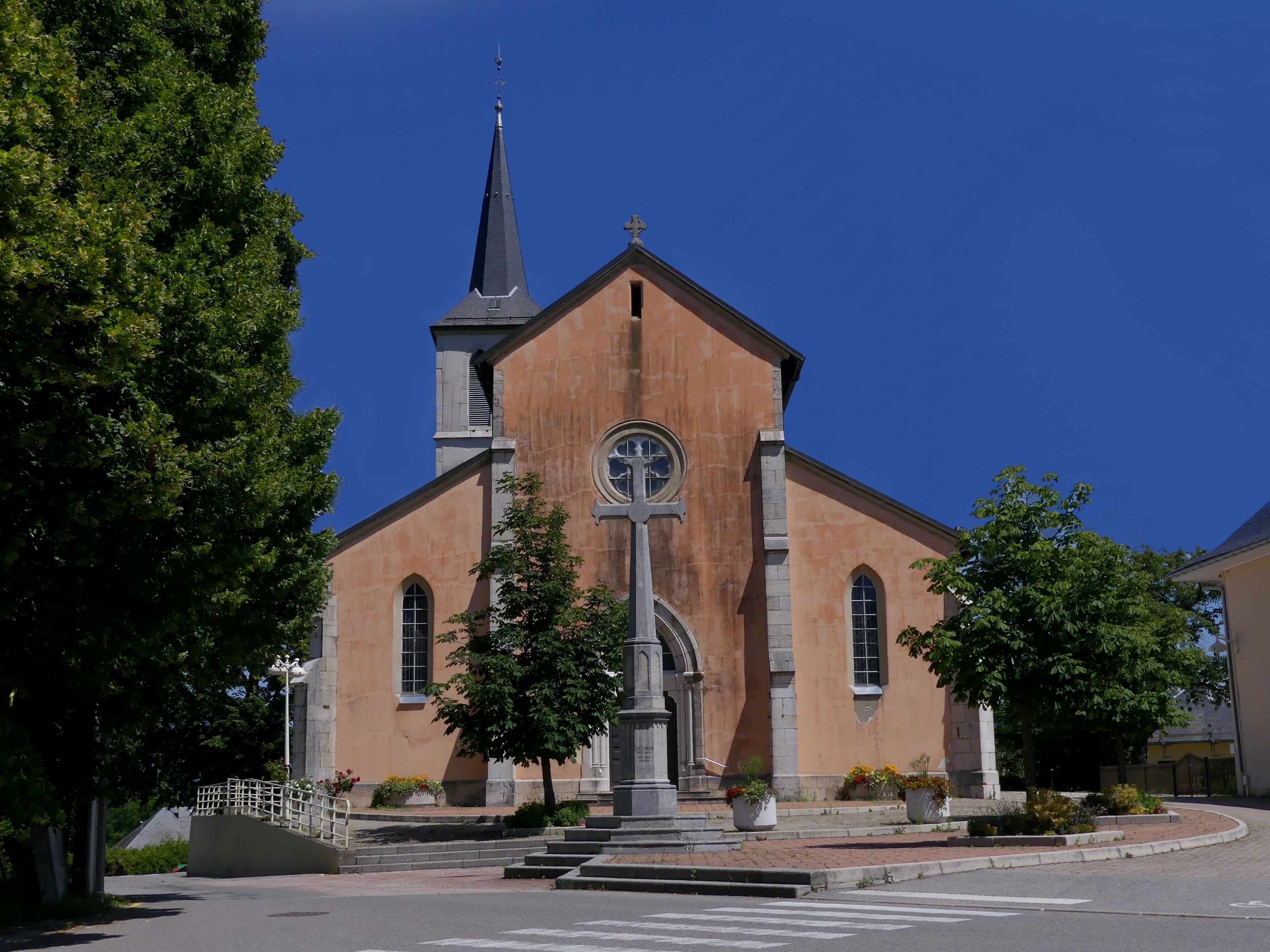
Mariä Himmelfahrtskirche

## Sehenswürdigkeiten
Die 1873 erbaute Dorfkirche Église de l’Assomption ersetzte einen mittelalterlichen Vorgängerbau.

## Bevölkerung
| Jahr                       | 1962 | 1968 | 1975 | 1982 | 1990 | 1999 | 2006 | 2011 | 2020 |
| Einwohner                  | 681  | 640  | 862  | 1171 | 1351 | 1496 | 1634 | 1808 | 2172 |
| Quellen: Cassini und INSEE |      |      |      |      |      |      |      |      |      |

Mit 2304 Einwohnern (Stand 1. Januar 2022) gehört Vimines zu den mittelgroßen Gemeinden des Département Savoie. Nachdem die Einwohnerzahl in der zweiten Hälfte des 19. und ersten Hälfte des 20. Jahrhunderts gleichmäßig zurückgegangen war (1861 wurden noch 1209 Einwohner gezählt), setzte in den 1970er Jahren eine massive Bevölkerungszunahme ein, die auf das Wachstum im Großraum Chambéry zurückgeht. Über die Erhebung von Vimines verstreut entstanden zahlreiche neue Einfamilienhäuser.

## Wirtschaft und Infrastruktur
Vimines ist bis heute ein durch die Landwirtschaft geprägtes Dorf, deren Höfe in den Bereichen Viehzucht und Feldwirtschaft aktiv sind. Daneben gibt es heute verschiedene Betriebe des lokalen Kleingewerbes. Mittlerweile hat sich das Dorf auch zu einer Wohngemeinde entwickelt, wobei die Umwandlung von Feldern in Baugrund auf Kosten der landwirtschaftlichen Flächen geschieht. Viele Erwerbstätige sind Wegpendler, die in den größeren Ortschaften der Umgebung, vor allem im Raum Aix-les-Bains und Chambéry, ihrer Arbeit nachgehen.
Die Ortschaft liegt nicht direkt an einer größeren Durchgangsstraße, profitiert aber von der Verkehrsinfrastruktur im nahegelegenen Chambéry, wo sich der nächste Regionalbahnhof und Anschlüsse an das Autobahnnetz befinden. Durch das Tal der Hyère am Südostrand der Gemeinde führt die Bahnstrecke Saint-André-le-Gaz–Chambéry und die Departementsstraße D1006 (ehemalige N6), die Chambéry mit dem savoyischen Alpenvorland (Avant-Pays savoyard) und den Städten im unteren Isère-Tal verbindet. Von ihr sowie vom Nachbardorf Saint-Sulpice führen Zugangsstraßen zu den einzelnen Teilen der Siedlung. Als Flughäfen in der Region kommen Chambéry-Savoie (Entfernung 15 km), Lyon-St-Exupéry (90 km) oder Genf (94 km) in Frage.
In Vimines befindet sich eine staatliche école primaire (Grundschule mit eingegliederter Vorschule).